# Jody Purcell
Jody Purcell es una deportista australiana que compitió en triatlón. Ganó una medalla de bronce en el Campeonato Mundial de Xterra Triatlón de 1999.

## Palmarés internacional
| Campeonato Mundial | Campeonato Mundial    | Campeonato Mundial | Campeonato Mundial |
| Año                | Lugar                 | Medalla            | Prueba             |
| ------------------ | --------------------- | ------------------ | ------------------ |
| 1999               | Maui (Estados Unidos) | Medalla de bronce  | Individual         |